# سة تشاه (إقليد)
سة تشاه (بالفارسية: سه‌چاه) هي قرية تقع في البلدة المركزية في إيران. يقدر عدد سكانها بـ 119 نسمة .